# Carmen González Martínez
Carmen González Martínez (Murcia, 1960 – Murcia, 6 de octubre de 2019) fue una historiadora española, catedrática de Historia contemporánea de la Universidad de Murcia. Entre sus trabajos destacan las aportaciones relacionadas con la Guerra civil española, la Segunda República y la Transición de la dictadura franquista a la democracia en la región de Murcia.

## Biografía
González se doctoró en Historia y obtuvo el Premio Extraordinario de Doctorado en 1995. Fue catedrática de Historia contemporánea en la Universidad de Murcia desde 2011 hasta su fallecimiento. Fue coordinadora de la Colección Miradas de Editum (Ediciones Universidad de Murcia) de 2010 a diciembre de 2014 y coordinadora del Servicio de Publicaciones de la Universidad de Murcia desde diciembre de 2014 al 1 de septiembre de 2016.
Sus líneas de investigación giraron en torno a la violencia, el exilio y las transiciones políticas durante el siglo XX, su perspectiva historiográfica fue tanto local como transnacional. También se interesó por los movimientos sociales y de oposición al franquismo y complementariamente por la historia de género.
Realizó estancias de formación investigadora e intercambio científico, como profesora invitada en centros de investigación e instituciones universitarias de La Habana (Cuba), Pau (Francia) y Santiago y Concepción (Chile). En sus últimos años académicos, amplió sus investigaciones hacia el estudio de las transiciones políticas en Europa y América Latina y los procesos de expulsión y exilio.

## Obra
Es autora, entre otras, de las siguientes publicaciones:
- La gestión municipal republicana del Ayuntamiento de Murcia (1931-1936) (1990).
- Poder político y sociedad civil en la Región de Murcia durante la II República y la Guerra Civil (1994).
- Guerra civil en Murcia: un análisis sobre el poder y los comportamientos políticos (1999).
- Perspectivas historiográficas en las Transiciones políticas contemporáneas a la democracia (2008).
- El tránsito de la dictadura a la democracia en Murcia. Acción colectiva, respuestas institucionales y posicionamientos políticos (2010).
- Caminos de Libertad (I): Movimientos sociales y disidencia juvenil y Caminos de Libertad (II). Elecciones y práctica democrática en las instituciones. Olvidos y memorias de la Transición (2010).
- Sindicatos y Transición en 1977: Libertad, Trabajo y Amnistía (2015).
- La lucha por la democracia. Procesos de Transición desde la perspectiva comparada (2016).
- Tránsitos de dictadura a democracia en España y Chile. Aportaciones desde la Historia comparada, los MMSS y la gestión pública del pasado (2017).
- El PSOE y la democratización autonómica en Murcia, 1979-1983 (2018).